# Assalt a Manresa
L'assalt a Manresa es produí el 4, 5 i 6 de setembre de 1714 durant la Guerra dels catalans (1713-1714), la darrera campanya militar de la Guerra de Successió Espanyola a Catalunya.
Després de la batalla de Talamanca les forces del marquès del Poal continuaren el seu avenç fins a Olesa de Montserrat. Allí el 21 d'agost se celebrà un consell de guerra on l'ajudant reial de Villarroel, Martín de Zubiría, informà de la fam que es patia a la ciutat i que d'entrar-hi totes les tropes del marquès del Poal s'empitjoraria la situació. Segons Joan Francesc de Verneda també se li entregà carta del conseller segon Salvador Feliu de la Penya en què li prevenia que tan sols quedaven a Barcelona queviures per 2 dies. Finalment es resolgué que només un cos de 1.000 homes intentaria la incursió i que l'acció seria comandada pel coronel Francesc Busquets i Mitjans amb el seu propi regiment, el del coronel Joan Vilar i Ferrer, el del coronel Massegur i el del coronel Pere Bricfeus. Per contra, les tropes del coronel Ermengol Amill i les del marquès del Poal restarien lluitant al front exterior.
Francesc de Castellví i Obando consignà que el marquès del Poal donà diferents disposicions i ordres perquè a les marines de Llevant i Ponent, i al Vallès, es preparés farina perquè, carregant amb un cos de tropes durant la nit sobre les guàrdies de la marina, es facilités carregar algunes embarcacions lleugeres i introduir-les a Barcelona amb 300 homes. Però el designi no reeixí perquè el Duc de Berwick, coneixedor de la manca de queviures que hi havia a Barcelona, conferí amb el general de mar Bellefontaine per tal que galeres, fragates i 34 embarcacions lleugeres borbòniques naveguessin per la costa; a l'altura de Canet prengueren 3 barques i a Castelldefels 400 sacs de farina. Així mateix Mr. Vabuse incendià 7 barques a la platja de Sant Iscle de Vallalta carregades amb queviures per Barcelona.
El pla d'incursió suposava baixar des d'Olesa i travessar el riu Llobregat per la part d'Abrera, donant la volta per Martorell deixant aquesta vila a l'esquerra, i després passar per Sant Andreu i Pallejà, travessar la planúria i emparar-se sota el foc protector de la Fortalesa de Montjuïc, per tal d'entrar a Barcelona. El 24 d'agost les tropes d'incursió arribaren a l'altura de Vacarisses totalitzant 700 fusellers escortats per 70 cavalls del coronel Brichfeus. D'allí marxaren fins que la columna de prop de 800 homes fou descoberta per un destacament borbònic al Papiol, on entraren en combat contra els 4 regiments borbònics i 1.200 soldats de cavalleria. S'hagueren de retirar i es reagruparen a Corbera de Llobregat. El 29 d'agost el marquès del Poal celebrà nou consell de guerra a Capellades amb el coronel Busquets, el coronel Bricfeus, Martín de Zubiría i l'espia Salvador Lleonart, (qui sovint s'informava amb Marianna de Copons) on resolgueren que intentar una nova incursió a Barcelona no era factible. Part de les tropes del Marquès del Poal, entre les quals les que estaven a les ordres del coronel Busquets, resolgueren assaltar la guarnició borbònica de Manresa.
El 4 de setembre de 1714 entraren a la ciutat i sorprengueren la guarnició borbònica, que es refugià a l'església parroquial on romangué assetjada. Finalment les tropes catalanes hagueren de retirar-se de Manresa quan foren alertades que s'aproximava un cos de socors borbònic. El 14 de setembre a Sallent el marquès del Poal fou informat de la capitulació de Barcelona; despatxà les seves tropes i els sometents, que aleshores ja sumaven 4.000 homes, informà al general Moragues i al coronel Ermengol Amill, i marxà cap a Cardona on arribà el 16 de setembre de 1714. Dos dies després capitularia.

## Memòria històrica
Manuel Torres y Torrents en la seva obra Memoria sobre Manresa y en especial sobre su Seo (1858) guardà notícia del l'assalt a Manresa i els combats ocorreguts a l'entorn de la Seu de Manresa, per bé que interpretà els fets a l'inrevés en creure que les tropes assaltants eren les borbòniques en comptes de les tropes catalanes del coronel Francesc Busquets i Mitjans.